# آبرناويك
آبرناويك (بالجرينلاندية: Upernavik)، مدينة تابعة لبلدية كاسويتسوب شمال غرب جرينلاند.

## جغرافيا
تعد جزيرة ومدينة آبرناويك جزء من أرخبيل آبرناويك، وهي مجموعة من الجزر الصغيرة في الساحل الشمالي الشرقي لخليج بافن. الأرخبيل يمتد من الساحل الشمالي الغربي لشبه جزيرة سيجوب نونا [الإنجليزية] في الجنوب  إلى الطرف الجنوبي من خليج ميلفيل [الإنجليزية] (بالجرينلاندية: Qimusseriarsuaq) في الشمال.

## تاريخ
تأسست المدينة عام 1772 باسمها الحالي، وذلك على اسم جزيرتها، وتشتهر أحياناً بـجزيرة النساء. في عام 1824، عثر على حجر خارج البدة يحمل أحرف رونية مكتوبة من جهة اليسار من قبل الفايكنج، ربما تعود لأواخر القرن الثالث عشر الميلادي. قائمة الأحرف الرونية ذكرت أسماء ثلاثة من الفايكنج.

## السكان

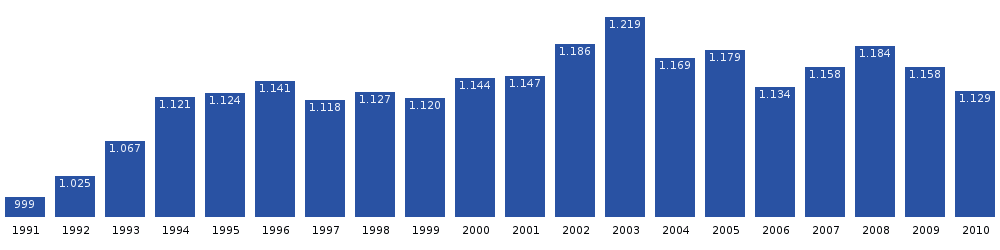
ديناميات النمو السكاني في آبروناويك، جرينلاند. أرقام من 1991-2010 من إحصائيات جرينلاند.

بلغ عدد سكان آبرناويك 1,181 نسمة عام 2013، وهي خامس أكبر المدن في بلدية كاسويتسوب. عدد السكان مستقر نسبياً على مدى العقدين الماضيين، وقد زادوا بنسبة أكبر من 28% نسبة إلى مستويات عام 1990، وذلك بسبب المهاجرين من المستوطنات الصغيرة في الأرخبيل؛ الأمر الذي ساعد في الحفاظ على مستوى التعداد السكاني مستقر.

## النقل والمواصلات

### نقل جوي
تخدم شركة طيران جرينلاند المدينة برحلات مجدوة إلى كاناك وكارسوت وإيلوليسات. تُقدم خدمة التنقل الجوي مع معظم مستطونات الأرخبيل خلال أيام الأسبوع المختلفة بواسطة مروحيات بيل 212.

### نقل بحري
تخدم شركة الخط الملكي القطبي الشمالي المدينة وقرى الأرخبيل بعبارة صغيرة تستخدم لتنقل في فصل الصيف.

## معرض الصور

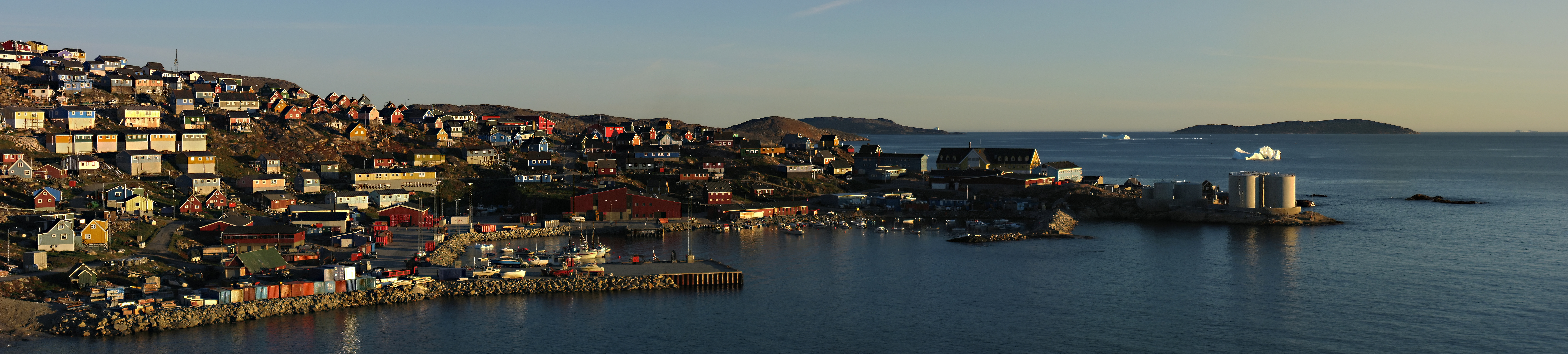
شمال غرب آبر ناويك أثناء ظاهرة شمس منتصف الليل
المقابر قرب المدينة
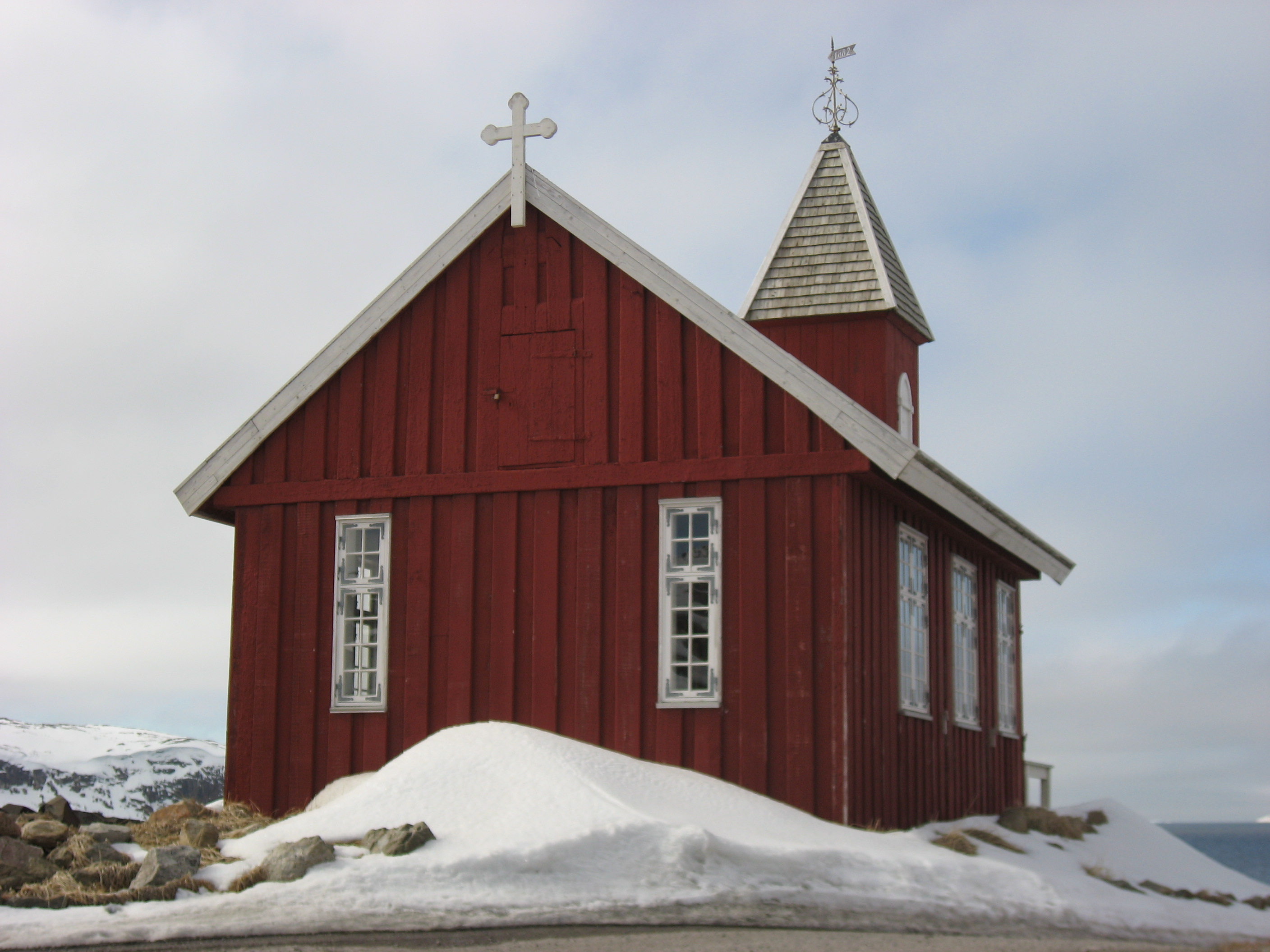
الكنيسة القديمة، وهي ثاني أقدم مباني المدينة
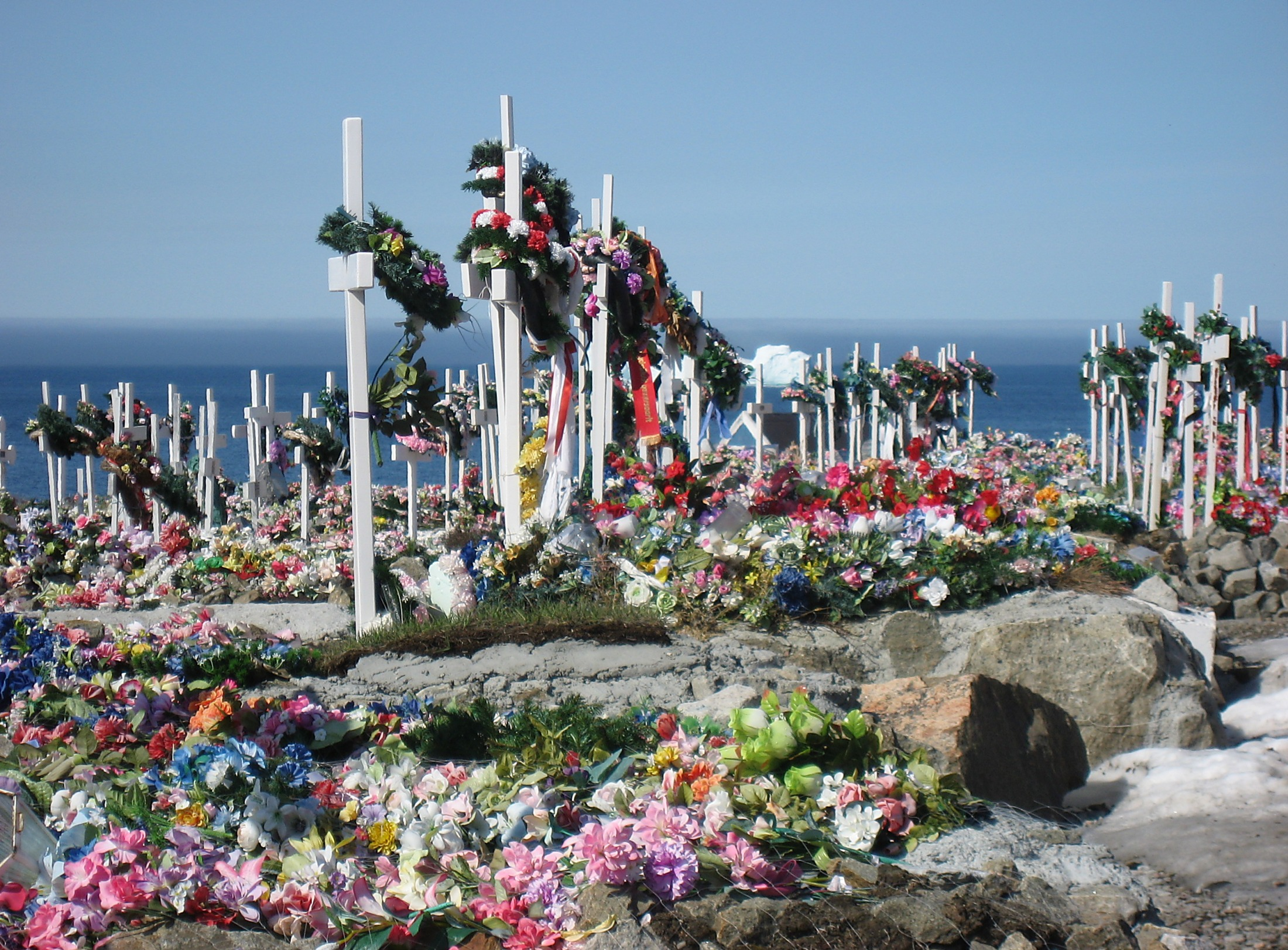
المقابر مزينة بالزهو الصناعية
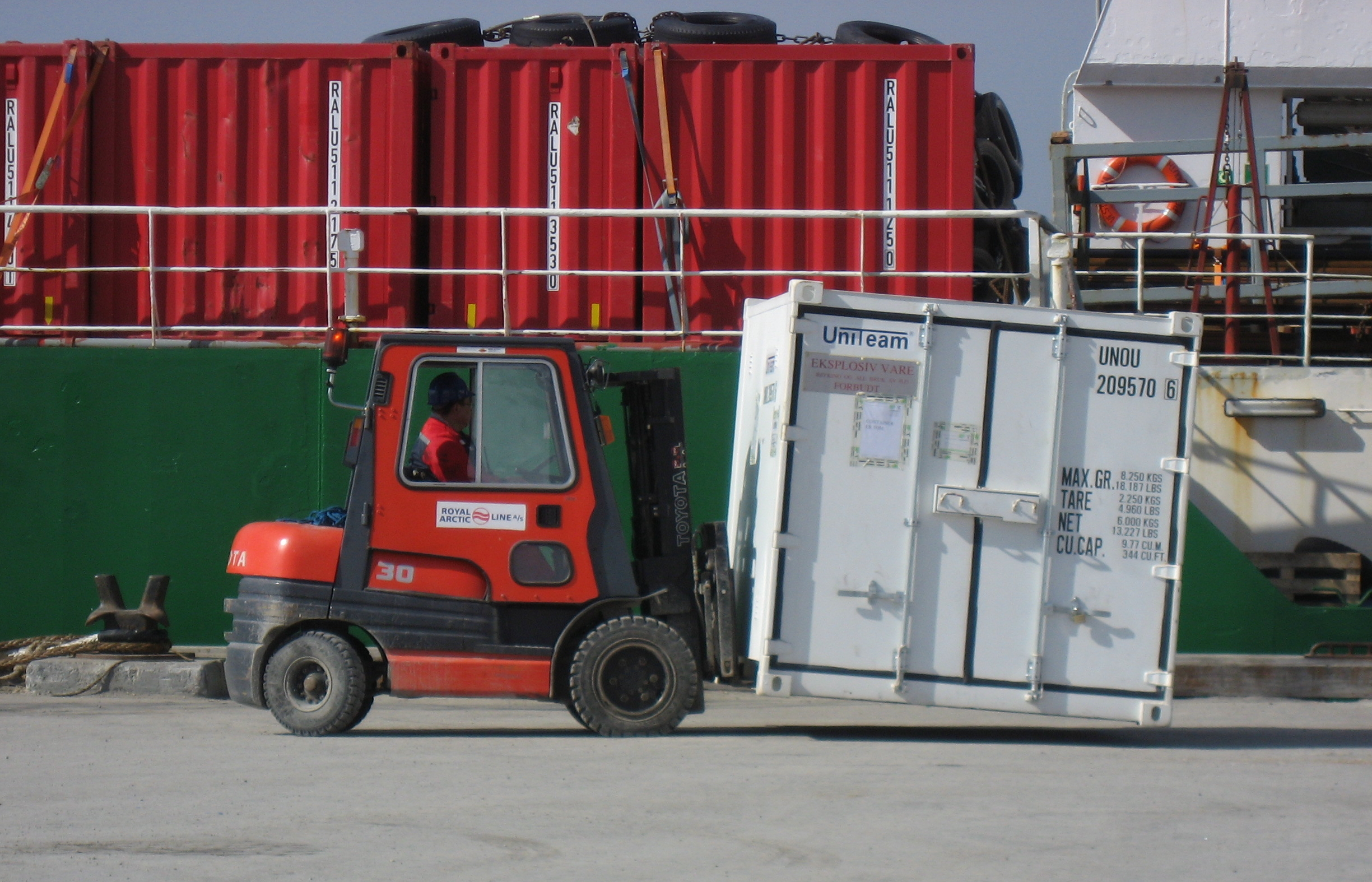
العمل في الميناء
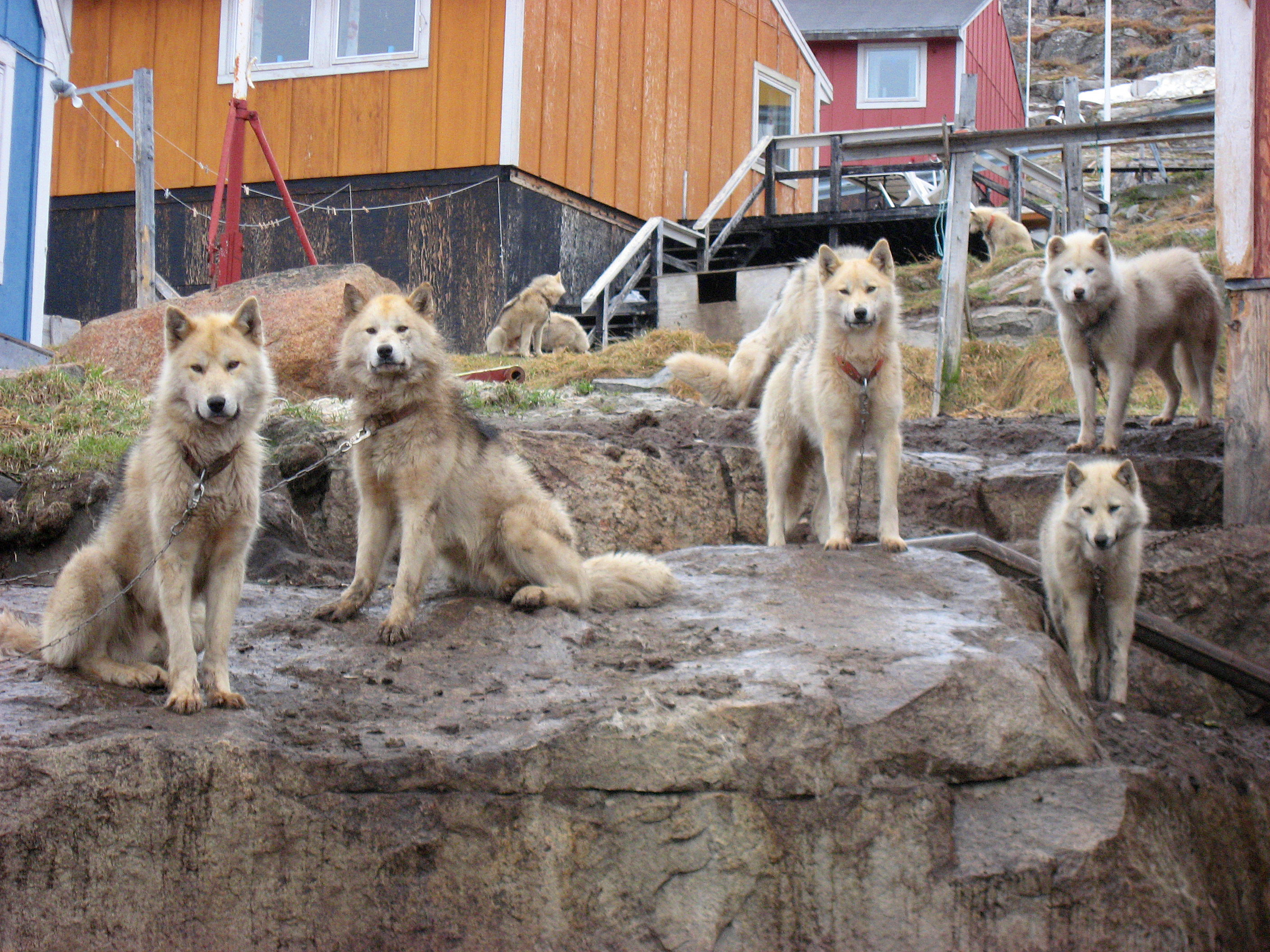
زلاجات تجرها الكلاب مقيدة بالسلاسل في منطقة سكنية
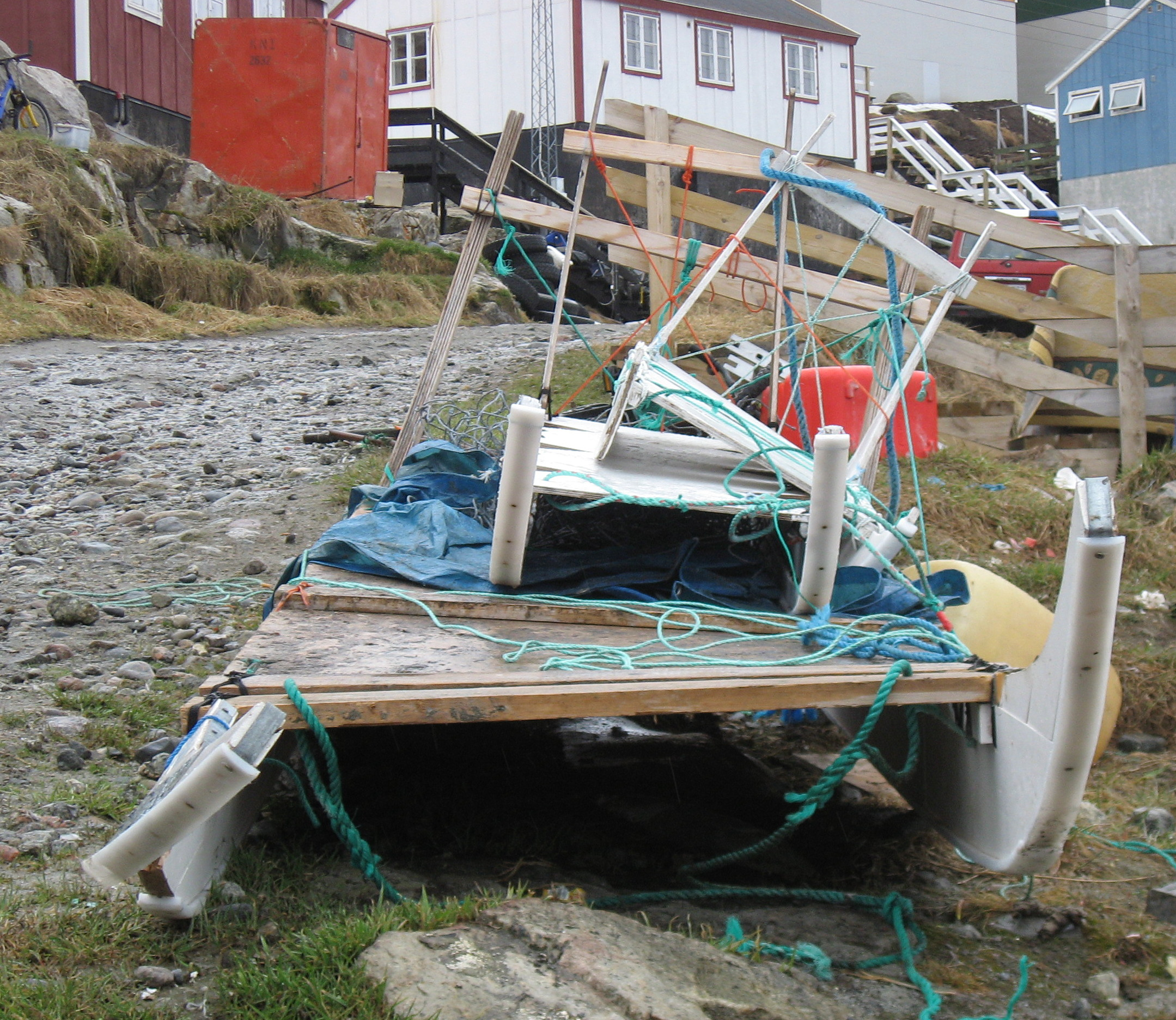
زلاجات الكلاب
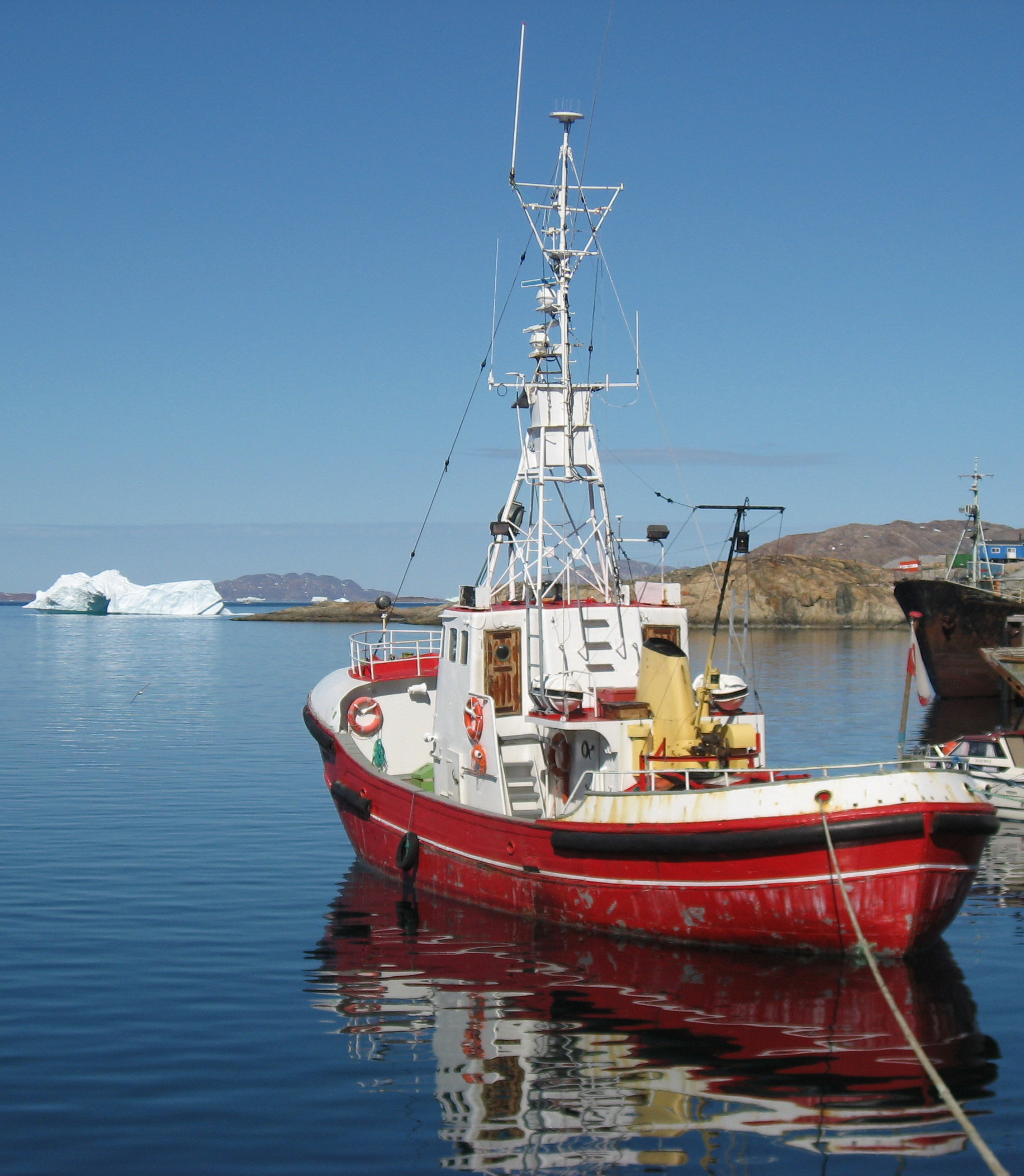
العبارة "دودا اسو" راسية في الميناء